# Szigeti bozótszajkó
A szigeti bozótszajkó (Aphelocoma insularis) a madarak osztályának verébalakúak (Passeriformes) rendjébe és a varjúfélék (Corvidae) családjába tartozó faj.

## Rendszerezése
A fajt Henry Wetherbee Henshaw amerikai ornitológus írta le 1886-ban. A magyar név forrással nincs megerősítve.

## Előfordulása
Az Amerikai Egyesült Államok területén, Santa Cruz szigetén honos.

## Megjelenése
Testhossza 33 centiméter, testsúlya 100-147 gramm.

## Életmódja
Tápláléka rovarokból, pókokból, kígyókból, gyíkokból, egerekből áll.

## Szaporodása
Fészekalja 3–5 tojásból áll, melyen 20 napig kotlik.

## Természetvédelmi helyzete
Az elterjedési területe kicsi. A Természetvédelmi Világszövetség Vörös listáján mérsékelten fenyegetett fajként szerepel.